# Série mondiale 2004

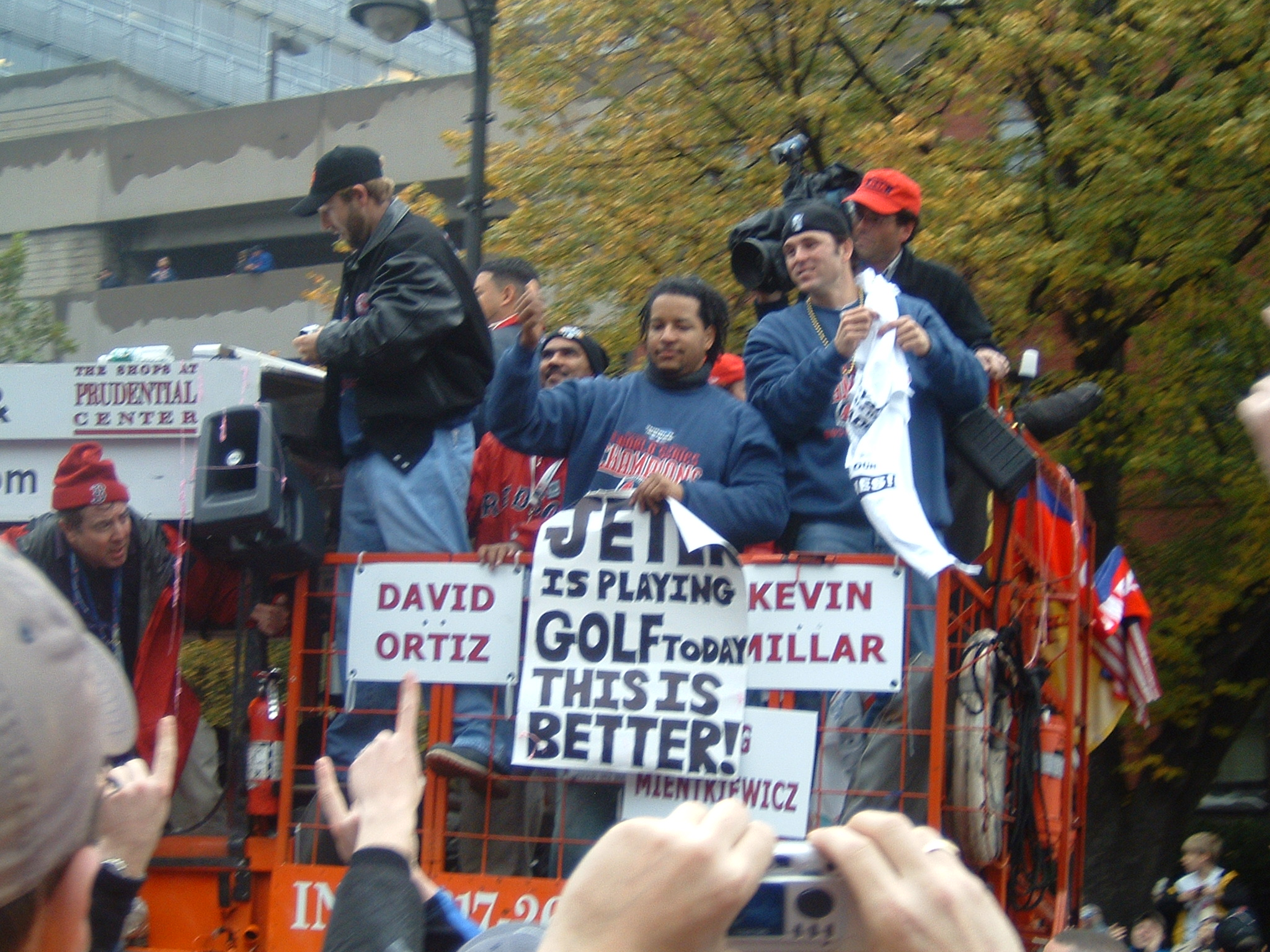
Parade des Red Sox après leur victoire, le 30 octobre 2004.

La Série mondiale 2004 était la 100e série finale des Ligues majeures de baseball. Elle a débuté le 24 octobre 2004 et opposait les champions de la Ligue américaine, les Red Sox de Boston, aux champions de la Ligue nationale, les Cardinals de Saint-Louis.
Cette série 4 de 7 s'est terminée le 27 octobre 2004 par une victoire par balayage des Red Sox de Boston, quatre parties à zéro sur les Cardinals de Saint-Louis.
Les Red Sox remportaient leur première Série mondiale depuis 1918. Cette victoire, additionnée à un des revirements les plus spectaculaires du baseball dans la Série de championnat de la Ligue américaine de baseball contre leurs grands rivaux, les Yankees de New York, a permis aux Sox de mettre fin à une des plus longues disettes des ligues majeures ainsi qu'à ce qui était appelé, dans la légende du baseball, la Malédiction du Bambino.  

## Équipes en présence
Les Yankees de New York remportèrent, avec un dossier de 101-61, le championnat de la division Est de la Ligue américaine pour une 7e saison consécutive, et se qualifièrent en séries pour une 10e année de suite. Ils terminèrent trois parties devant les Red Sox de Boston (98-64), qualifiés en séries comme meilleurs deuxièmes pour la seconde saison consécutive.
Au premier tour des séries, les Red Sox balayèrent en trois matchs les Angels d'Anaheim (92-70, champions dans l'Ouest) et les Yankees l'emportèrent trois parties à une sur les Twins du Minnesota (92-70, champions de la section Centrale).
Les deux grands rivaux, Boston et New York, allaient donc s'affronter en Série de championnat. Dans cette série historique, les Red Sox remportèrent quatre victoires consécutives après avoir perdu les trois premières rencontres, pour l'emporter quatre matchs à trois. Il s'agissait de la première fois dans l'histoire du baseball qu'une équipe comblait un déficit de 0-3 dans une série éliminatoire quatre de sept pour finalement l'emporter. Cet exploit n'a été réalisé au total que trois fois dans les sports professionnels majeurs en Amérique du Nord (les deux fois précédentes dans la Ligue nationale de hockey).
Les Cardinals de Saint-Louis remportèrent le championnat de la division Centrale de la Nationale, avec une fiche de 105 victoires et 57 défaites, le meilleur dossier des majeures. En Série de divisions, ils l'emportèrent trois parties à une sur les champions de la division Ouest, les Dodgers de Los Angeles (93-69).
Les Braves d'Atlanta remportèrent le 13e de 14 championnats de divisions consécutifs, décrochant aisément la première place dans l'Est avec une fiche de 96-66. Mais ils faillirent une fois de plus en séries, s'inclinant trois parties à deux dès le premier tour face aux Astros de Houston (92-70), qualifiés comme meilleurs deuxièmes.
En Série de championnat, Saint-Louis battit Houston dans la limite de 7 parties.
Les Cardinals accédaient à la Série mondiale pour la 16e fois de leur histoire, eux qui avaient remporté les grands honneurs neuf fois. Leur dernière présence en finale remontait à 1987 et leur dernière victoire à 1982.
Les Red Sox, de leur côté, allaient prendre part à leur 10e série mondiale, la première depuis 1986. Ils entreprenaient la classique 2004 en plein cœur d'une des plus longues disettes du baseball majeur, n'ayant pas été sacrés champions du monde depuis 1918, alors qu'ils comptaient encore dans leurs rangs Babe Ruth.

## Déroulement de la Série

### Calendrier des rencontres
| Match | Date       | Visiteur                 | Hôte                     | Score  |
| ----- | ---------- | ------------------------ | ------------------------ | ------ |
| 1     | 23 octobre | Cardinals de Saint-Louis | Red Sox de Boston        | 9 - 11 |
| 2     | 24 octobre | Cardinals de Saint-Louis | Red Sox de Boston        | 2 - 6  |
| 3     | 26 octobre | Red Sox de Boston        | Cardinals de Saint-Louis | 4 - 1  |
| 4     | 27 octobre | Red Sox de Boston        | Cardinals de Saint-Louis | 3 - 0  |

### Match 1
Samedi 23 octobre 2004 au Fenway Park, Boston, Massachusetts.
| Cardinals de Saint-Louis | 0 | 1 | 1 | 3 | 0 | 2 | 0 | 2 | 0 | 9  | 11 | 1 |
| Red Sox de Boston | 4 | 0 | 3 | 0 | 0 | 0 | 2 | 2 | X | 11 | 13 | 4 |
| Lanceurs partants : STL : Woody Williams BOS : Tim Wakefield Vic. : Keith Foulke (1-0) Déf. : Julian Tavarez (0-1) HRs : STL : Larry Walker (1) BOS : David Ortiz (1), Mark Bellhorn (1) |   |   |   |   |   |   |   |   |   |    |    |   |

Le lanceur droitier Tim Wakefield effectua son premier départ des éliminatoires 2004 pour les Red Sox, et il fut opposé à Woody Williams, qui venait de remporter la victoire à ses deux départs en matchs pré-saison. Williams est accueilli par une poussée de quatre points des Sox en fin de première manche, durant laquelle David Ortiz claqua un coup de circuit de trois points. Boston ajouta trois points en fin de 3e pour mettre fin à la soirée de travail du lanceur Williams et prendre une avance de 7-2.
Mais à leur tour au bâton en 4e, ce fut au tour des Cardinals d'envoyer le lanceur adverse aux douches, alors qu'une poussée de trois points réduisit la marque à 7-5 et chassa Wakefield de la rencontre.
En 6e, Saint-Louis créa l'égalité sur des doubles consécutifs d'Edgar Renteria et Larry Walker. En 7e, Boston reprit une avance de deux points sur des simples productifs de Manny Ramirez et David Ortiz. 
Ce premier match se joua donc en 8e, alors que les Cards créèrent à nouveau l'égalité, encore une fois grâce à Renteria (auteur d'un simple) et Walker (sauf sur une erreur du voltigeur de gauche Ramirez), qui portaient le pointage à 9-9. Lorsque les Red Sox revinrent au bâton, Jason Varitek atteint les buts sur une erreur du joueur d'arrêt-court Renteria, et Mark Bellhorn cogna un circuit de deux points aux dépens du lanceur de relève Julian Tavarez, propulsant les Red Sox en avant 11-9, la marque par laquelle ils allaient l'emporter.
David Ortiz termina le match avec 4 points produits, égalant une marque d'équipe pour Boston, et Larry Walker connut une soirée de 4 en 5 dans la défaite de Saint-Louis.
Les deux équipes établirent un nouveau record pour un premier match de Série mondiale en marquant un total de 20 points.

### Match 2
Dimanche 24 octobre 2004 au Fenway Park, Boston, Massachusetts.
| Cardinals de Saint-Louis                                                                                        | 0 | 0 | 0 | 1 | 0 | 0 | 0 | 1 | 0 | 2 | 5 | 0 |
| Red Sox de Boston                                                                                               | 2 | 0 | 0 | 2 | 0 | 2 | 0 | 0 | X | 6 | 8 | 4 |
| Lanceurs partants : STL : Matt Morris BOS : Curt Schilling Vic. : Curt Schilling (1-0) Déf. : Matt Morris (0-1) |   |   |   |   |   |   |   |   |   |   |   |   |

Malgré une blessure à la cheville droite, Curt Schilling entreprit le match au monticule pour Boston. Le lanceur droitier s'était fait poser quatre points de suture par les médecins la veille, et n'était pas certain, le matin même du match, d'être en mesure de lancer en soirée.
Tout comme la veille, les Red Sox frappèrent dès la manche initiale, prenant les devants 2-0 sur un triple de Jason Varitek aux dépens de Matt Morris. Le héros du premier match, Mark Bellhorn, ajouta deux points produits avec un double en 4e manche.
Schilling lança six bonnes manches, au cours desquelles il n'accorda qu'un point non mérité et quatre coup sûrs. Les lanceurs des Sox limitèrent d'ailleurs les Cards à cinq coups sûrs dans toute la rencontre, trois d'entre eux étant réussis par Albert Pujols. Malgré une soirée difficile en défensive (quatre erreurs), Boston l'emporta 6-2 pour prendre une avance de deux gains contre aucun dans cette série.

### Match 3
Mardi 26 octobre 2004 au Busch Stadium II, Saint-Louis, Missouri.
| Red Sox de Boston | 1 | 0 | 0 | 1 | 2 | 0 | 0 | 0 | 0 | 4 | 9 | 0 |
| Cardinals de Saint-Louis | 0 | 0 | 0 | 0 | 0 | 0 | 0 | 0 | 1 | 1 | 4 | 0 |
| Lanceurs partants : BOS : Pedro Martinez STL : Jeff Suppan Vic. : Pedro Martinez (1-0) Déf. : Jeff Suppan (0-1) HRs : BOS : Manny Ramirez (1) STL : Larry Walker (2) |   |   |   |   |   |   |   |   |   |   |   |   |

Un circuit de Manny Ramirez, en première manche contre Jeff Suppan, plaça Boston en avant 1-0. En quatrième, Ramirez produisit à l'aide d'un simple le seul point supplémentaire dont les Sox allaient avoir besoin pour remporter la victoire.
Au monticule, Pedro Martinez fut impeccable pour les champions de la Ligue américaine, blanchissant Saint-Louis en sept manches de travail, au cours desquelles il n'accorda que trois coups sûrs et retira six frappeurs sur des prises. Larry Walker évita le blanchissage aux Cards en 9e manche en frappant contre Keith Foulke son deuxième circuit de la série, mais Boston l'emporta 4 à 1 pour s'approcher à une seule victoire du titre mondial.

### Match 4
Mercredi 27 octobre 2004 au Busch Stadium II, Saint-Louis, Missouri.
| Red Sox de Boston | 1 | 0 | 2 | 0 | 0 | 0 | 0 | 0 | 0 | 3 | 9 | 0 |
| Cardinals de Saint-Louis | 0 | 0 | 0 | 0 | 0 | 0 | 0 | 0 | 0 | 0 | 4 | 0 |
| Lanceurs partants : BOS : Derek Lowe STL : Jason Marquis Vic. : Derek Lowe (1-0) Déf. : Jason Marquis (0-1) Sauv. : Keith Foulke (1) HRs : BOS : Johnny Damon (1) |   |   |   |   |   |   |   |   |   |   |   |   |

Pour la quatrième fois en quatre matchs, Boston marque en première manche. Le premier frappeur de la rencontre, Johnny Damon, claque un circuit en solo aux dépens du partant des Cardinals, Jason Marquis. Les Red Sox ajoutent deux points en troisième manche sur un double de Trot Nixon.
Derek Lowe n'accorde aucun point et trois coups sûrs en sept manches pour la victoire. Les Cards sont également tenus en respect par la relève des Sox, et ils s'inclinent 3-0.
Les Red Sox de Boston, qui n'auront accordé que 13 coups sûrs et 3 points aux Cards au cours des trois derniers matchs de cette série, remportent leur premier titre mondial depuis 1918.

## Joueur par excellence
Le voltigeur de gauche des Red Sox de Boston, Manny Ramirez, est élu joueur par excellence de la Série mondiale 2004. En quatre rencontres, il a frappé dans une moyenne au bâton de ,412 avec sept coups sûrs, dont un circuit, en 17 présences au marbre, quatre points produits et trois buts-sur-balles soutirés. Sa moyenne de présence sur les buts s'est élevée à ,500.

## Faits notables
- Le total de 20 points inscrits par les deux équipes lors du match #1 constituait un nouveau record pour un premier match de série mondiale.
- Une éclipse lunaire était visible du Busch Stadium de Saint-Louis aux environs de 8h14, heure locale, lors du match #4 le 27 octobre 2004. Il s'agissait de la première fois qu'un tel phénomène se produisait lors d'un match de série mondiale au baseball majeur. Il est à noter que les matchs de série mondiale se jouaient en journée, et non en soirée, avant 1971, ce qui rendait donc impossible une telle occurrence[1].